# تپه گردنو
تپه گردنو مربوط به دوران پیش از تاریخ ایران باستان دوره ساسانیان است و در شهرستان سرپل ذهاب، روستای گردنو واقع شده و این اثر در تاریخ ۱۹ تیر ۱۳۴۸ با شمارهٔ ثبت ۸۳۶ به‌عنوان یکی از آثار ملی ایران به ثبت رسیده است.